# Arnej
Arnej, właśc. Arnej Šećerkadić (ur. 7 września 1980 w Vogošći) – bośniacko-kanadyjski DJ i producent muzyki trance. Urodził się w małym mieście koło Sarajewa na terenie ówczesnej Jugosławii (dziś Bośnia i Hercegowina), a jako nastolatek wyemigrował z rodziną do kanadyjskiego Toronto, gdzie mieszka do dziś. Jego produkcje to fuzja progressive trance z tech trance. Arnej został także nazwany "Producentem Roku 2008" przez Armina van Buurena.

## Dyskografia

### Single
Jako 8 Wonders:
- 2004: The Morning After
- 2005: 8th Wonder
- 2007: Sex on the Beach
- 2008: People Don't Change
- 2008: Unspoken Truth
- 2008: Beginning of the End
- 2008: Crossover
- 2008: Time Waits For No One
- 2008: The Return
- 2008: Fading Memories
- 2008: Eventuality
- 2008: Life Goes On
- 2009: The Liftoff
- 2009: Unwritten
- 2009: Everything's Been Written
- 2011: X
- 2013: Together We Will Rise

Jako Arney S.:
- 2008: Arney S. – The Night Before / Sunday Morning Walk
- 2008: Arney S. – The Girl From Riga / A New Beginning

Jako Arnej:
- 2007: Rendezvous
- 2007: People Come, People Go
- 2008: They Always Come Back
- 2008: The Beauty That Lies Behind Those Green Eyes
- 2008: The Ones That Get Away
- 2008: 7 Days
- 2008: Bella
- 2008:  Gentle Rain (with Glenn Morrison)
- 2008: Strangers We've Become (with Josie)
- 2009: Dust in the Wind
- 2009: Tomorrow Never Comes
- 2009: There Are No Coincidences
- 2010: They Need Us
- 2010: Ping Pong
- 2010: The Strings That Bind Us
- 2010: The Day Will Come
- 2010: We Need Them
- 2010: For The People
- 2011: Through The Darkness
- 2011: We Need Them (Right Back) (with Kate Walsh)
- 2012: Sometimes They Come Back For More (with Cosmic Gate)
- 2012: The Music Makers (with Orjan Nilsen)
- 2012: The Second Coming
- 2012: 7even
- 2012: Pariah
- 2013: People Want to Be Needed
- 2013: Find Your Way
- 2013: Moment of Truth
- 2013: No Turning Back
- 2013: We Are One 2013 (with Paul van Dyk)
- 2013: Adagio
- 2014: The Burrow
- 2014: This Isn't Goodbye
- 2014: Dreamworld
- 2014: Fusion
- 2014: Ambrosia

Niewydane:
- 2012: Be Selfless
- 2012: Breathe
- 2012: When Yesterday Began

### Remiksy
- 2008: Sied van Riel & Claudia Cazacu – Contrasts (Arnej's Tech Dub)
- 2008: Orange Project  Feat. Kirsty Hawkshaw – Alive (Arnej Destination Unknown Remix)
- 2008: Blake Jarrell – Punta Del Este (Arnej's Minimal Drum Dub)
- 2008: Mike Saint-Jules – Sunlit Clouds (Arnej's Open Air Mix)
- 2008: Dash Berlin – Till The Sky Falls Down (Arnej's Lost Love Mix)
- 2008: Evgeny Bardyuzha – Bali (Arnej Mix)
- 2008: Leon Bolier feat. Jonas Steur – Lost Luggage (Arnej Mix)
- 2008: Alphabeat – What Is Going On (Arnej Minimal Drum Dub)
- 2008: Rosie & The Goldbug – Heartbreak (Arnej Tech Dub)
- 2009: The Thrillseekers – City Of Angels (Arnej Mix)
- 2009: Push – Dream Designer (8 Wonders Mix)
- 2009: Armin van Buuren feat. Vera Ostrova – What If (Arnej Remix)
- 2010: Attention Deficit – What (Arnej Remix)
- 2010: LTN – One Night In Ibiza (Arnej Remix)
- 2010: Origene – Sanctuary (Arnej Remix)
- 2011: Cosmic Gate – Human Beings (Arnej Remix)
- 2011: Dresden & Johnston feat Nadia Ali – That Day (Arnej Mix)
- 2011: Ernesto vs Bastian – Dark Side Of The Moon (Arnej Intro Mix)
- 2011: Ernesto vs Bastian – Dark Side Of The Moon (Arnej Club Mix)
- 2011: Markus Schulz presents Dakota – Saints (Arnej Remix)
- 2012: Danilo Ercole – That Same Song Again (Arnej vs. Arty Edit)
- 2012: Arnej – Tomorrow Never Commes (Arnej 2012 Rework)
- 2013: tyDi feat. Sarah Howells – When I Go (Arnej Remix)
- 2013: Arnej – Tomorrow Never Commes (Arnej 2013 Rework)
- 2013: Markus Schulz – Fly to Colors (Arnej Remix) (Niewydane)